# Jacques Callaert
Jacques Callaert (Gent, 3 oktober 1921 – Oostende, 13 oktober 1996) was een Belgisch figuratief kunstschilder.

## Levensloop
Hij deed studies aan de Gentse Kunstacademie en de Académie Libre in Parijs. Tijdens de Tweede Wereldoorlog werd hij tewerkgesteld in Duitsland, voor hij vluchtte en vrijwilliger werd in het Amerikaans leger.
Callaert vestigde zich in 1952 in Middelkerke. Hij maakte in 1959 een reis naar Belgisch-Congo, dat hij per auto doorkruiste en waar hij exposeerde in diverse steden. Hij exposeerde in het Casino van Middelkerke (1959, 1960), Casino van Arosa (1960, 1961), "Carlton" (Knokke Zoute)(1959, 1960) en nam deel aan de tentoonstellingen van de "Oostendse Kunstkring" in de vijftiger jaren.
Callaert schilderde portretten, pittoreske marines, vissers, stadsgezichten met eigentijdse toetsen.Hij verzorgde de covers voor de “Gids voor Badgasten van Middelkerke” (1958) en illustreerde het jeugdboek “Pi Gal” van Valérie King (1970)

## Verzamelingen
- Gemeente Middelkerke
- Stad Aalst

Privécollecties worden bewaard in Buckingham Palace, het Paleis van Monaco en het Koninklijk Paleis te Brussel.
Zakelijke privéverzamelingen, Eigen "La petite Gallery" Palm Beach Florida U.S.A van 1963 tot 1965, Eigen galerij van 1977 tot 1982 PALM BEACH in Florida, U.S.A, Eigen internationaal art gallery, Oostende van 1983 tot 1985.